# 聖彌額爾主教座堂 (河靜)
圣弥额尔主教座堂（Nhà thờ chính tòa Văn Hạnh）是天主教河静教区的主教座堂，位于越南河静省河静市石中社（Xã Thạch Trung）Mai Lão Bạng 街。

## 历史
2003年9月16日，河静市石中社新教堂举行了奠基仪式。教堂面积为2013平方米，长67.8米，宽27.6米，最宽处36米，穹顶高49米，钟楼高64.4米。教堂于2012年4月26日正式开幕。
2018年12月22日，教宗方济各宣布从天主教榮教區分出天主教河静教区，该堂升格为主教座堂。阮泰合（Phaolô Nguyễn Thái Hợp）担任首任主教。